# Université d'État McNeese
L’université d'État McNeese (en anglais : McNeese State University, ou MSU) est une université publique mixte américaine située à Lac Charles en Louisiane. Fondée en septembre 1939, elle compte environ 8 800 étudiants.
L'université a reçu en 1940 le nom de John McNeese (en) (1843–1914), un pionnier de l'éducation dans la paroisse de Calcasieu.

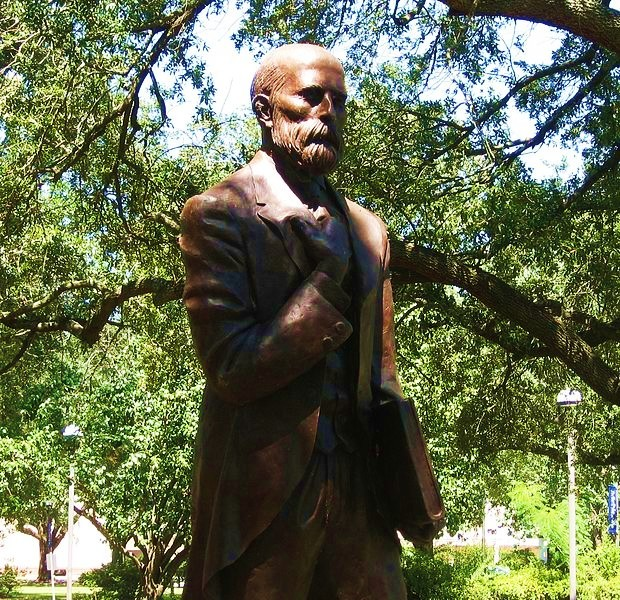
Statue de John McNeese sur le campus.

## Étudiants célèbres
- Keith Frank, musicien de zydeco (né en 1972)